# Тарнова (гміна Брудзев)
Тарнова (пол. Tarnowa) — село в Польщі, у гміні Брудзев Турецького повіту Великопольського воєводства.
Населення — 201 особа (2011).
У 1975-1998 роках село належало до Конінського воєводства.

## Демографія
Демографічна структура станом на 31 березня 2011 року:
|          | Загалом | Допрацездатний вік | Працездатний вік | Постпрацездатний вік |
| -------- | ------- | ------------------ | ---------------- | -------------------- |
| Чоловіки | 95      | 18                 | 70               | 7                    |
| Жінки    | 106     | 14                 | 66               | 26                   |
| Разом    | 201     | 32                 | 136              | 33                   |